# Република Македонија на Летњим олимпијским играма 2012.
Као самостална држава Република Македонија по 9. пут учествује на Олимпијски играма (од чега 5 пута на Летњим олимпијадама), овај пут у Лондону 2012. године. Први наступ забележили су на Летњим олимпијским играма 1996. у Атланти.
У Лондону Македонију је представљало 4 спортиста у две дисциплине, у пливању и атлетици. Заставу Македоније на церемонији свечаног отварања игара 27. јула 2012. носио је пливач Марко Блажевски. Македонски спортисти нису остварили запаженији резултат на овим играма.

## Учесници по дисциплинама
| Спорт     | Мушкарци | Жене | Укупно |
| --------- | -------- | ---- | ------ |
| Атлетика  | 1        | 1    | 2      |
| Пливање   | 1        | 1    | 2      |
| Укупно(2) | 2        | 2    | 4      |

## Атлетика
Македонија је добила две позивнице за атлетска такмичења, дисциплине 400 метара за мушкарце и жене.
Мушкарци
| Атлетичар         | Дисциплина | Квалификације | Квалификације | Четвртфинале | Четвртфинале | Полуфинале       | Полуфинале       | Финале           | Финале           |
| Атлетичар         | Дисциплина | Резултат      | Пласман       | Резултат     | Пласман      | Резултат         | Пласман          | Резултат         | Пласман          |
| ----------------- | ---------- | ------------- | ------------- | ------------ | ------------ | ---------------- | ---------------- | ---------------- | ---------------- |
| Кристијан Ефремов | 400 м      | 47,92 ЛР      | 7. у групи 4. |              |              | Није се пласирао | Није се пласирао | Није се пласирао | Није се пласирао |

Жене
| Атлетичарка       | Дисциплина | Квалификације | Квалификације | Четвртфинале | Четвртфинале | Полуфинале        | Полуфинале        | Финале            | Финале            |
| Атлетичарка       | Дисциплина | Резултат      | Пласман       | Резултат     | Пласман      | Резултат          | Пласман           | Резултат          | Пласман           |
| ----------------- | ---------- | ------------- | ------------- | ------------ | ------------ | ----------------- | ----------------- | ----------------- | ----------------- |
| Христина Ристеска | 400 м      | 1:00,86       | 7. (43/49)    |              |              | Није се пласирала | Није се пласирала | Није се пласирала | Није се пласирала |

## Пливање
Мушкарци
| Пливач          | Дисциплина     | Квалификације | Квалификације | Полуфинале       | Полуфинале       | Финале           | Финале           |
| Пливач          | Дисциплина     | Време         | Пласман       | Време            | Пласман          | Време            | Пласман          |
| --------------- | -------------- | ------------- | ------------- | ---------------- | ---------------- | ---------------- | ---------------- |
| Марко Блажевски | 400 м мешовито | 4:32,38       | 34.           | Није се пласирао | Није се пласирао | Није се пласирао | Није се пласирао |

Жене
| Пливачица       | Дисциплина     | Квалификације | Квалификације | Полуфинале        | Полуфинале        | Финале            | Финале            |
| Пливачица       | Дисциплина     | Време         | Пласман       | Време             | Пласман           | Време             | Пласман           |
| --------------- | -------------- | ------------- | ------------- | ----------------- | ----------------- | ----------------- | ----------------- |
| Симона Маринова | 800 м слободно | 9:28,41       | 35.           | Није се пласирала | Није се пласирала | Није се пласирала | Није се пласирала |